# Tar Zsolt
Tar Zsolt (Kunhegyes, 1993. február 13. –) magyar korosztályos válogatott labdarúgó, az FC Ajka játékosa.

## Pályafutása
Szülővárosának korosztályos csapataiban kezdett megismerni a labdarúgással, majd innen került Felcsútra és a Videotonhoz. 2012. október 10-én góllal debütált a Videoton első csapatában a ligakupában a Zalaegerszeg ellen 2–0-ra megnyert találkozón. 2013. november 2-án mutatkozott be a magyar első osztályban a Kaposvár ellen. A 2014–15-ös szezon előtt a Puskás Akadémia csapatába igazolt. 2016. április 30-án megszerezte első élvonalbeli gólját a Budapest Honvéd ellen. A 2017–18-as szezont kölcsönben a Csákvár csapatánál töltötte.
2018. július 6-án kétéves szerződést írt alá a Győri ETO csapatával. 2020. január 8-án jelentette be az Ajka a szerződtetését. 2021. április 11-én 2023 közepéig hosszabbított. 2023. április 30-án szerződést hosszabbított a klubbal.
Többszörös korosztályos válogatott.

## Statisztika
| Klub             | Szezon           | Bajnokság | Bajnokság | Kupa  | Kupa | Ligakupa | Ligakupa | Nemzetközi | Nemzetközi | Összesen | Összesen |
| Klub             | Szezon           | Mérk.     | Gól       | Mérk. | Gól  | Mérk.    | Gól      | Mérk.      | Gól        | Mérk.    | Gól      |
| ---------------- | ---------------- | --------- | --------- | ----- | ---- | -------- | -------- | ---------- | ---------- | -------- | -------- |
| Videoton         | 2011–12          | 0         | 0         | 0     | 0    | 0        | 0        | —          | —          | 0        | 0        |
| Videoton         | 2012–13          | 0         | 0         | 0     | 0    | 2        | 1        | —          | —          | 2        | 1        |
| Videoton         | 2013–14          | 3         | 0         | 1     | 0    | 7        | 1        | —          | —          | 11       | 1        |
| Videoton         | Összesen         | 3         | 0         | 1     | 0    | 9        | 2        | 0          | 0          | 13       | 2        |
| Puskás Akadémia  | 2014–15          | 16        | 0         | 3     | 0    | 6        | 0        | —          | —          | 25       | 0        |
| Puskás Akadémia  | 2015–16          | 9         | 1         | 2     | 0    | 0        | 0        | —          | —          | 11       | 1        |
| Puskás Akadémia  | 2016–17          | 7         | 0         | 3     | 0    | —        | —        | —          | —          | 10       | 0        |
| Puskás Akadémia  | Összesen         | 32        | 1         | 8     | 0    | 6        | 0        | 0          | 0          | 46       | 1        |
| Csákvár          | 2017–18          | 33        | 3         | 0     | 0    | —        | —        | —          | —          | 33       | 3        |
| Csákvár          | Összesen         | 33        | 3         | 0     | 0    | 0        | 0        | 0          | 0          | 33       | 3        |
| Győri ETO        | 2018–19          | 25        | 1         | 1     | 0    | —        | —        | —          | —          | 26       | 1        |
| Győri ETO        | 2019–20          | 1         | 0         | 0     | 0    | —        | —        | —          | —          | 1        | 0        |
| Győri ETO        | Összesen         | 26        | 1         | 1     | 0    | 0        | 0        | 0          | 0          | 27       | 1        |
| Ajka             | 2019–20          | 6         | 0         | 0     | 0    | —        | —        | —          | —          | 6        | 0        |
| Ajka             | 2020–21          | 36        | 1         | 3     | 1    | —        | —        | —          | —          | 39       | 2        |
| Ajka             | 2021–22          | 36        | 2         | 1     | 0    | —        | —        | —          | —          | 37       | 2        |
| Ajka             | 2022–23          | 26        | 1         | 2     | 0    | —        | —        | —          | —          | 28       | 1        |
| Ajka             | 2023–24          | 29        | 1         | 2     | 0    | —        | —        | —          | —          | 31       | 1        |
| Ajka             | 2024–25          | 21        | 1         | 1     | 1    | —        | —        | —          | —          | 22       | 2        |
| Ajka             | 2025–26          | 3         | 0         | 0     | 0    | —        | —        | —          | —          | 3        | 0        |
| Ajka             | Összesen         | 157       | 6         | 9     | 2    | 0        | 0        | 0          | 0          | 166      | 8        |
| Karrier összesen | Karrier összesen | 251       | 11        | 19    | 2    | 15       | 2        | 0          | 0          | 285      | 15       |

## Sikerei, díjai
- Puskás AFC
  - Magyar másodosztály bajnok: 2016–17